# Clubiona concinna
Clubiona concinna là một loài nhện trong họ Clubionidae.
Loài này thuộc chi Clubiona. Clubiona concinna được Tord Tamerlan Teodor Thorell miêu tả năm 1887.